# Toora-Chem
Toora-Chem (in russo Тоора-Хем? è un villaggio della Repubblica di Tuva, in Russia, centro amministrativo del Todžinskij kožuun. Aveva, nel 2021, una popolazione di 3 264 abitanti. Il villaggio si trova sulle rive del fiume Bol'šoj Enisej alla confluenza con il Toora-Chem.